# Saubusse
Saubusse – miejscowość i gmina we Francji, w regionie Nowa Akwitania, w departamencie Landy.
Według danych na rok 1990 gminę zamieszkiwało 618 osób, a gęstość zaludnienia wynosiła 59 osób/km² (wśród 2290 gmin Akwitanii Saubusse plasuje się na 630. miejscu pod względem liczby ludności, natomiast pod względem powierzchni na miejscu 1032.).